# Fantasy (canción de Earth, Wind & Fire)
"Fantasy" es una canción de la banda estadounidense Earth, Wind & Fire, de su álbum All 'N All, lanzada como sencillo en 1978.
La selección fue escrita y compuesta por Maurice White, Verdine White y Eddie del Barrio, y alcanzó el puesto #32 en la lista pop y #12 en la lista de sencillos de R&B en los Estados Unidos, y #14 en la lista de sencillos del Reino Unido.
"Fantasy" recibió una nominación al premio Grammy por Mejor canción R&B.

## Otras versiones
En 1990, la banda italiana Black Box realizó una versión que alcanzó el puesto 5 del ranking británico. Esta canción se encuentra incluida en su álbum Dreamland.
En 2018, la cantante ítalo-mexicana Filippa Giordano incluyó una versión de este tema en su noveno álbum, titulado Friends & Legends Duets (2018), cantándola a dúo con el cantante y compositor mexicano Jesús Navarro, vocalista principal de la banda de pop Reik.